# Földes Jolán
Földes Jolán, születési és 1908-ig használt nevén Friedländer Jolán (Jolan Foldes, Yolanda Foldes, Yolanda Clarent) (Kenderes, 1901. december 20. – London, 1963. október 12.) magyar írónő. Leghíresebb regénye A halászó macska uccája. 

## Élete
Friedländer Manó gyógyszerész és Felsenburg Etelka lánya. 1921-től Párizsban dolgozott munkásként és titkárnőként. 1924. augusztus 9-én Budapesten házasodtak össze Pollák Antal István magánhivatalnokkal, Pollák Arnold Gyula és Schmidl Irma fiával. Válásuk után 1930. szeptember 6-án Budapesten hozzáment Kelemen Kálmán izraelita vallású újságíróhoz, Kelemen Sándor és Lichter Lujza fiához. Első regénye a Mária jól érett (1932) irodalmi siker lett Magyarországon, Mikszáth Kálmán-díjat kapott. Vajda Pállal közösen írt komédiája, a Majd a Vica (1933) és az első világháború után Párizsban letelepedő magyar munkáscsalád történetét elmesélő A halászó macska uccája is sikeres lett: 1936-ban első díjat nyert a londoni Pinker irodalmi ügynökség nemzetközi regénypályázatán. Utóbbit 13 nyelvre fordították le. (A mű címét egy létező párizsi utca neve ihlette.)
További művei (Prelude to Love, Shadows on the Mirror, Férjhez megyek (1935), Ági nem emlékszik semmire (1933), Péter nem veszti el a fejét (1937), Fej vagy írás (1937), Más világrész (1937)) szintén olvasottak voltak Európában és a tengerentúlon.
1941-ben Londonba emigrált, a továbbiakban angol nyelven írt. Tagja volt a külföldi Magyar Írók Szövetségének.
Golden Earrings c. regényéből Marlene Dietrich és Ray Milland főszereplésével készült film. 1946-ban Aranyfülbevaló címmel mutatták be magyarul.

## Művei

### Magyarul
- Mária jól érett. Regény; Pantheon, Budapest, 1932 (Az új magyar regény)
- Majd a Vica (vígj., Budapest, 1933)
- Ági nem emlékszik semmire. Regény; Révész Géza, Budapest, 1933 (Gong 46.)
- Férjhez megyek. Regény; Palladis, Budapest, 1935 (Félpengős regények)
- A halászó macska uccája; Athenaeum, Budapest, 1936
- Péter nem veszti el a fejét; Pantheon, Budapest, 1937
- Fej vagy írás; Pantheon, Budapest, 1937
- Más világrész; Athenaeum, Budapest, 1937
- Hüvelyk Matyi. Mese; átdolgozta: Földes Jolán; Palladis, Budapest, 1937
- Arany fülbevaló. Regény; angolból fordította: Végh György; Grill, Budapest, 1946

### Angolul
- Golden Earrings (1945?) – Aranyfülbevaló (r., Budapest, 1946)
- Prelude to Love
- Shadows on the Mirror
- Moving Freely (1947)

### Franciául
- Chacun son crime (1949)